# 謝爾蓋·多連科
謝爾蓋·列昂尼多維奇·多連科（羅馬化：Sergey Leonidovich Dorenko），著名俄羅斯記者及新聞主播。

## 職業生涯
在1996年至2000年期間，多連科於第一頻道擔任時間新聞節目的主持人。在1999年至2001年期間，多連科主持多連科時評節目（俄语：Авторская программа Сергея Доренко）。多連科立場傾向於支持葉利欽，並批評祖國—全俄羅斯政黨。
2000年10月，多連科在節目上批評库尔斯克号核潜艇事故，並在節目上批評總統普京需對此事件負責。隨後，多連科遭到第一頻道的解雇。
在2004年烏克蘭橙色革命期間，多連科立場支持橙色革命，並批評普京。
2019年多連科突發心臟病死亡，因多連科生前經常批評普京以及統一俄羅斯黨，外界質疑多連科死因不單純。